# Technika oddechu cyrkulacyjnego
Technika oddechu cyrkulacyjnego – technika gry na niektórych instrumentach dętych, pozwalająca na wydobywanie dźwięku przez dłuższy czas, bez przerw koniecznych dla zaciągnięcia powietrza. Grający muzyk wydyma policzki, a następnie siłą ich mięśni wypycha powietrze z jamy ustnej, w tym samym czasie nabierając powietrza nosem.

## Charakterystyka
Technika wykorzystywana jest w dużym stopniu przez muzyków grających na australijskim didgeridoo, sardyńskim launedda, egipskim arghul, czy wielu rodzajach tradycyjnych obojów i fletów. Stosowana jest też przez niektórych muzyków jazzowych i klasycznych.
Chociaż wielu profesjonalnych muzyków uznaje tę technikę za wysoce użyteczną, niewiele dzieł europejskiej muzyki orkiestrowej stworzonej przed XX wiekiem wymaga jej użycia. Wykorzystanie techniki cyrkulacyjnego oddechu pozwoliło jednak na transkrypcję dzieł skomponowanych na instrumenty strunowe, które byłyby inaczej niemożliwe do wykonania na instrumentach dętych. Przykładem jest utwór "Moto Perpetuo", skomponowany przez Paganiniego, wykonywany na trąbce przez Rafaela Méndeza.
Jednym ze znanych muzyków, posługujących się tą techniką, jest saksofonista Kenny G, do którego należał rekord w długości dźwięku uzyskanego na instrumencie dętym (ponad 45 minut). Rekord ten został pobity przez saksofonistę z Kostaryki – Geovanny Escalante grał nieprzerwanie przez 90 minut i 45 sekund.

## Sposób gry
Grający nabiera powietrza i rozpoczyna dąć w instrument. Kiedy płuca są niemal puste grający wydyma policzki, które w efekcie napełniane są przez powietrze płynące z płuc. W momencie, kiedy to powietrze jest wydmuchiwane do instrumentu, grający robi szybki wdech, wciągając powietrze nosem do płuc, zanim skończy się powietrze zgromadzone w jego policzkach. Jeśli zrobi to odpowiednio szybko, może zacząć wydychać powietrze z płuc nie przerywając gry na instrumencie.

## Niektóre instrumenty, dla których cyrkulacyjny oddech jest jedną z podstawowych technik gry
- alboka
- arghul
- didgeridoo
- duduk
- kaval
- launedda
- limb
- piszczałka rogowa
- surma

## Wybrani muzycy, wykorzystujący oddech cyrkulacyjny
- Dżiwan Gasparian – armeński muzyk i kompozytor grający na duduku
- Teodosij Spasow – muzyk bułgarski grający na kavalu
- Rahsaan Roland Kirk – multiinstrumentalista jazzowy
- David Murray – saksofonista
- James Carter – saksofonista, flecista i klarnecista
- Evan Parker – saksofonista
- Pharoah Sanders – saksofonista
- Kenny G – saksofonista
- John Zorn – awangardowy saksofonista i kompozytor
- Wynton Marsalis – trębacz
- Rafael Méndez – trębacz
- James Galway – flecista
- Colin Stetson – amerykańsko-kanadyjski muzyk jazzowy